# Салад, Мохамед Фарах
Мохамед Фарах Салад (сомал. Maxamed Faarax Salaad) — сомалийский государственный деятель. Премьер-министр Сомали с 1 ноября 1969 года по март 1970 года.
Салад стал премьер-министром Сомали 1 ноября 1969 года, сменив Мухаммеда Хаджи Ибрагима Эгаля. Благодаря перевороту в 1969 году Мохамед Сиад Барре пришёл к власти. Барре решил окончательно свергнуть сомалийское правительство и убрать политические партии.
Мохамед Фарах Салад был премьер-министром до марта 1970 года, после чего подал в отставку. Следующим премьер-министром Сомали в 1987 году был избран Мохамед Али Самантар, спустя 17 лет после того, как должность была ликвидирована.